# Albert Figueras
Albert Figueras (Barcelona, 4 de setembre de 1961) és un metge, docent i escriptor català.
La seva feina principal com a metge l'ha enfocat a promoure l'ús racional dels medicaments, sobretot en països d'Amèrica Llatina. Actualment treballa per a la Fundació Institut Català de Farmacologia i com a consultor en temes vinculats amb farmacovigilància i l'ús de medicaments per a l'OMS, l'OPS, el Banc Mundial o el Banc Asiàtic per al Desenvolupament.
És professor del Departament de Farmacologia, de Terapèutica i de Toxicologia de la Universitat Autònoma de Barcelona, coordinador d'un mòdul del European Màster of Pharmacovigilance and Pharmacoepidemiology (Eu2P) i va ser nomenat professor honorari de la Universidad Nacional del Nordeste en Corrientes, Argentina.
Ha col·laborat o col·labora en diferents mitjans escrits com el suplemento ES de La Vanguardia, Redes para la Ciencia o Mente Sana amb articles relacionats amb les implicacions dels avenços de la Neurociència sobre la vida quotidiana o les implicacions del benestar en la salut individual i col·lectiva. Aquest és, també, el seu objectiu com a conferenciant.

## Obra

### Narrativa i assaig
- La próxima frontera. ¿Qué nos hace humanos?. Barcelona: Plataforma Editorial, 2017.[5][6]
- 70 vegades 7 - 7 dies en els 70 anys de Càritas. Barcelona: Plataforma Editorial 2015[7]
- Pura felicidad - Ser feliz es saludable. Barcelona: Plataforma Editorial 2012[8]
- Emprendedores sociales: todos podemos cambiar el mundo. Barcelona: Plataforma Editorial 2011[9]
- Sense notícies del volcà - Històries amb ànima. Barcelona: Plataforma Editorial 2011 (amb Ana Bermejillo)[10]
- Sin noticias del volcán - Historias con alma. Barcelona: Plataforma Editorial 2011 (con Ana Bermejillo)[11]
- Ubuntu. Sudáfrica. El triunfo de la concordia. Barcelona: Plataforma Editorial 2010[12]
- Pequeñas grandes cosas - Tus placebos personales. Barcelona: Plataforma Editorial 2007.[13] Traduït al portuguès (Pequenas grandes coisas - Editora Academia da Inteligência, São Paulo, 2009).
- Optimizar la Vida - Claves para reconocer la felicidad. Barcelona: Editorial Alienta, 2006[14]
- Manual d'intimitats. Barcelona: Proa, 1999[15]
- Suplantació. Mislata: l'autor, 1998
- La Carla i les ampolles de Fetivent. Barcelona: La Galera, 1997[16] (infantil)
- En Joan Sarruga i els lladres de bobois. Barcelona: Publicacions de l'Abadia de Montserrat, 1996[17] (infantil)

### Novel·la
- No escatimeu el flit!. Barcelona: Editorial Alrevés, 2016 (Pseudònim: Pop Negre)
- Les hores fosques. Barcelona: Editorial Empúries, 1998

## Premis i reconeixements
- Just Manuel Casero, 1997: Les hores fosques[18]
- Premi a la Divulgación Científica Periodística del Instituto Danone (2013)[19] per l'article "Microbios buenos" publicat al Suplement ES de La Vanguardia el 3 de setembre de 2011.[20]